# ドン・パティンキン
ドン・パティンキン（Don Patinkin、1922年1月8日 - 1995年8月7日）は、アメリカのイリノイ州シカゴで生まれた経済学者。のちにイスラエルに移住し、イスラエルの経済学の水準を高めるのに貢献した。

## 略歴
- 1922年　東欧のベラルーシから移住していたユダヤ系家族のなか、シカゴで生まれる。
- シカゴ大学に通うとともに、ヘブライ神学カレッジにも通いユダヤ教の法典・伝説集（Talmud）を勉強した。
- 1922年　シカゴ大学でBAを取得して卒業。
- 1945年　シカゴ大学でMAを取得。
- 1947年　シカゴ大学でPh.Dを取得（オスカー・ランゲの指導を受けた。それとともにフランク・ナイトやジェイコブ・ヴァイナーの講義をも受けた）。
- 1947年　シカゴ大学とイリノイ大学で講師となる（以前から、パレスチナにユダヤ人国家を建設しイスラエルの発展をはかる民族運動に力を入れていた）。
- 1949年　イスラエルに移住し、エルサレムにある新しいヘブライ大学（Hebrew University in Jerusalem）の経済学教授になる。
- イスラエル経済学会の会長を務める。
- 1959年　ロスチャイルド賞受賞
- 1975年　アメリカ経済学会の名誉会員に選ばれる。
- 1982年　ヘブライ大学の学長を務める（～1986年）。
- 1989年　ヘブライ大学を退職する。
- 1995年　エルサレムで死去（73歳）。

## 研究・人物
- 「1956年に出版された『貨幣・利子および価格』は、1960年代と1970年代に展開された貨幣経済学ならびにマクロ経済学のほとんど全ての源泉が見いだせる」（マーク・ブローグ）。例えば、価格理論と貨幣理論は「実質残高効果」によって効果的に統合された。
- 『貨幣・利子および価格』が、ケインズ主義経済学が価格調整よりも数量調整であると考える、クラウワー、レイヨンフーヴッド、マランヴォー、オーカンらの起源となったといえる。
- パティンキンによると、ケインズの中心要素は価格の変化ではなく産出または所得の変化に収斂するという着想であり、この着想をもっていた経済学者はおらず、ケインズはオリジナリティに富んでいたということができる。

## 主な著作
- 『貨幣・利子および価格――貨幣理論と価値理論の統合』、貞木展生訳、勁草書房、1971年（原書1956年）
- （J・クラーク・リース共編）『ケインズ、ケムブリッジおよび『一般理論』』、保坂直達・菊本義治共訳、マグロウヒル好学社、1979年
- 『ケインズ貨幣経済論――その展開過程』、川口弘・吉川俊雄・福田川洋二共訳、マグロウヒル好学社、1979年